# Stade Mustapha Tchaker
Das Stade Mustapha Tchaker (arabisch ملعب مصطفى تشاكر) ist ein Fußballstadion mit Leichtathletikanlage in der algerischen Stadt Blida. Es bietet 35.000 Zuschauern Platz. Der Fußballverein USM Blida trägt im Stade Mustapha Tchaker in Blida seine Heimspiele aus. Auch die algerische Fußballnationalmannschaft nutzt das Stadion.